# Baldassarre Odescalchi
Baldassarre Ladislao Odescalchi, VI principe Odescalchi (Roma, 24 giugno 1844 – Civitavecchia, 5 settembre 1909), è stato un politico italiano.

## Biografia
Nacque in una famiglia nobiliare sotto il dominio pontificio, figlio di Livio Odescalchi, V principe Odescalchi e della contessa polacca Zofia Katarzyna Branicka. Si laureò all'Università di Roma.
Fu costretto a rifugiarsi a Firenze, allora capitale d'Italia, a causa delle sue manifestazioni politico-liberali: mostrò sempre una certa insofferenza per il potere temporale del Papa.
Fu nominato addetto onorario al Ministero degli Affari Esteri per Vienna il 29 gennaio 1869; nello stesso anno divenne socio della Società Geografica Italiana. Anche se gli fu posto il trasferimento a Parigi l'8 gennaio del 1870, rimase dov'era occupato. Dopodiché entrò in riposo. Il 22 settembre poté rientrare a Roma dove venne nominato membro della giunta di governo del generale Raffaele Cadorna.
È considerata fondamentale la sua figura e influenza per la causa unitarista negli ambienti dell'insofferente aristocrazia romana.
Gli venne conferito il titolo di cavaliere dell'Ordine dei Santi Maurizio e Lazzaro l'8 febbraio 1874.
Si sposò nel 1881 colla contessa fiorentina Emilia Rucellai (1857 - 1940). Assieme ebbero quattro figli.
Nel 1885, alla morte del padre, il Principe divenne proprietario del Castello Odescalchi situato a Santa Marinella nella Città metropolitana di Roma Capitale. Attualmente i proprietari del Castello sono i suoi discendenti.

## Albero genealogico
|                                                |                             |                                    | Genitori                                        |  |  | Nonni |  |  | Bisnonni                                        |  |  | Trisnonni                                |  |
|                                                |                             |                                    |                                                 |  |  |       |  |  | Baldassarre Odescalchi, III principe Odescalchi |  |  | Livio Odescalchi, II principe Odescalchi |  |
|                                                |                             |                                    |                                                 |  |  |       |  |  | Baldassarre Odescalchi, III principe Odescalchi |  |  | Livio Odescalchi, II principe Odescalchi |  |
|                                                |                             | Maria Vittoria Corsini             |                                                 |  |  |       |  |  | Baldassarre Odescalchi, III principe Odescalchi |  |  |                                          |  |
| Innocenzo Odescalchi, IV principe Odescalchi   |                             |                                    |                                                 |  |  |       |  |  | Baldassarre Odescalchi, III principe Odescalchi |  |  |                                          |  |
|                                                |                             | Caterina Valeria Giustiniani       | Benedetto II Giustiniani, V principe di Bassano |  |  |       |  |  |                                                 |  |  |                                          |  |
|                                                |                             | Caterina Valeria Giustiniani       | Benedetto II Giustiniani, V principe di Bassano |  |  |       |  |  |                                                 |  |  |                                          |  |
|                                                |                             | Caterina Valeria Giustiniani       | Cecilia Carlotta Francisca Anna Mahony          |  |  |       |  |  |                                                 |  |  |                                          |  |
| Livio Odescalchi, V principe Odescalchi        |                             | Caterina Valeria Giustiniani       |                                                 |  |  |       |  |  |                                                 |  |  |                                          |  |
|                                                |                             | Károly Keglevich de Buzin          | Josip Keglević Buzinski                         |  |  |       |  |  |                                                 |  |  |                                          |  |
|                                                |                             | Károly Keglevich de Buzin          | Josip Keglević Buzinski                         |  |  |       |  |  |                                                 |  |  |                                          |  |
|                                                |                             | Károly Keglevich de Buzin          | Theresia Thavonat von Thavon                    |  |  |       |  |  |                                                 |  |  |                                          |  |
| Anna Luisa Keglevich de Buzin                  |                             | Károly Keglevich de Buzin          |                                                 |  |  |       |  |  |                                                 |  |  |                                          |  |
|                                                |                             | Julia Katalin Maria Josefa Cziráky | János II Nepomuk Zichy de Zich et Vásonkeö      |  |  |       |  |  |                                                 |  |  |                                          |  |
|                                                |                             | Julia Katalin Maria Josefa Cziráky | János II Nepomuk Zichy de Zich et Vásonkeö      |  |  |       |  |  |                                                 |  |  |                                          |  |
|                                                |                             | Julia Katalin Maria Josefa Cziráky | Franziska Friederike Schmidegg de Sárladány     |  |  |       |  |  |                                                 |  |  |                                          |  |
| Baldassarre Odescalchi, VI principe Odescalchi |                             | Julia Katalin Maria Josefa Cziráky |                                                 |  |  |       |  |  |                                                 |  |  |                                          |  |
|                                                | Franciszek Ksawery Branicki | Piotr Branicki                     |                                                 |  |  |       |  |  |                                                 |  |  |                                          |  |
|                                                | Franciszek Ksawery Branicki | Piotr Branicki                     |                                                 |  |  |       |  |  |                                                 |  |  |                                          |  |
|                                                | Franciszek Ksawery Branicki | Waleria Melania Szembek            |                                                 |  |  |       |  |  |                                                 |  |  |                                          |  |
| Władysław Grzegorz Branicki                    | Franciszek Ksawery Branicki |                                    |                                                 |  |  |       |  |  |                                                 |  |  |                                          |  |
|                                                |                             | Aleksandra von Engelhardt          | Wasyl von Engelhardt                            |  |  |       |  |  |                                                 |  |  |                                          |  |
|                                                |                             | Aleksandra von Engelhardt          | Wasyl von Engelhardt                            |  |  |       |  |  |                                                 |  |  |                                          |  |
|                                                |                             | Aleksandra von Engelhardt          | Maria Potiomkin                                 |  |  |       |  |  |                                                 |  |  |                                          |  |
| Zofia Katarzyna Branicka                       |                             | Aleksandra von Engelhardt          |                                                 |  |  |       |  |  |                                                 |  |  |                                          |  |
|                                                |                             | Stanisław Szczęsny Potocki         | Franciszek Salezy Potocki                       |  |  |       |  |  |                                                 |  |  |                                          |  |
|                                                |                             | Stanisław Szczęsny Potocki         | Franciszek Salezy Potocki                       |  |  |       |  |  |                                                 |  |  |                                          |  |
|                                                |                             | Stanisław Szczęsny Potocki         | Anna Elżbieta Potocka                           |  |  |       |  |  |                                                 |  |  |                                          |  |
| Róża Branicka                                  |                             | Stanisław Szczęsny Potocki         |                                                 |  |  |       |  |  |                                                 |  |  |                                          |  |
|                                                |                             | Juzefa Amelija Mnišekaitė          | Jurgis Vandalinas Augustas Mnišekas             |  |  |       |  |  |                                                 |  |  |                                          |  |
|                                                |                             | Juzefa Amelija Mnišekaitė          | Jurgis Vandalinas Augustas Mnišekas             |  |  |       |  |  |                                                 |  |  |                                          |  |
|                                                |                             | Juzefa Amelija Mnišekaitė          | Maria Amelia von Bruhl                          |  |  |       |  |  |                                                 |  |  |                                          |  |
|                                                |                             | Juzefa Amelija Mnišekaitė          |                                                 |  |  |       |  |  |                                                 |  |  |                                          |  |